# Pseudotyrannochthonius hamiltonsmithi
Pseudotyrannochthonius hamiltonsmithi är en spindeldjursart som beskrevs av Beier 1968. Pseudotyrannochthonius hamiltonsmithi ingår i släktet Pseudotyrannochthonius och familjen käkklokrypare. Inga underarter finns listade i Catalogue of Life.